# Iounarmia
Le Mouvement social militaro-patriotique panrusse « Iounarmia » (en russe : Всероссийское военно-патриотическое общественное движение «Юнармия»), ou simplement Iounarmia, est une organisation russe créée en 2016 par le DOSAAF.

## Histoire
Le 29 octobre 2015, le président de la fédération de Russie Vladimir Poutine acta la création du Mouvement russe des écoliers (ru). C'est dans ce cadre et par l'initiative du ministre de la Défense de la fédération de Russie Sergueï Choïgou que fut créée en janvier 2016 la Iounarmia. Le mouvement commença ses activités le 1er septembre 2016.
La Iounarmia est « un mouvement de jeunesse russe dont le but est l'éducation patriotique de la nouvelle génération de citoyens russes ».
Le mouvement publie depuis septembre 2016 deux journaux : l'hebdomadaire Iounarmia et le mensuel Iounarmeïets (Юнармеец, « le soldat de la jeunesse »).
En avril 2017, des centres de la Iounarmia avaient été ouverts dans tous les sujets de la fédération de Russie et le mouvement rassemblaient 70 000 jeunes.
En février 2018, le mouvement rassemblait 190 000 jeunes. Début novembre 2018, le vice-ministre de la Défense, Andrei Kartapolov, rapportait que le mouvement comptait 270 000 adolescents. La croissance du mouvement pourrait d'ailleurs encore s’accélérer puisque en 2019 chaque école devrait avoir un détachement.
En juin 2023 le site web du mouvement comptabilisait 1 370 000 jeunes.

## Étymologie
Iounarmia (Юнармия) est un mot-valise composé de « iounost » (юность) signifiant « jeunesse » et « armia » (армия) signifiant « armée ». La traduction littérale est donc « armée de la jeunesse ».

## Personnalités liées à la direction du mouvement
- Yelena Isinbayeva, championne de saut à la perche[9]
- Tina Kandelaki, animatrice de télévision[9]
- Svetlana Khorkina, championne de gymnastique[2]
- Arthur Tchilingarov, explorateur[9]
- Valentina Terechkova, astronaute, première femme à avoir été dans l'espace[2]
- Dmitry Trunenkov, champion de bobsleigh[9]

## Pages connexes
- DOSAAF